# Claus von Stauffenberg
Claus Philipp Maria Justinian Schenk, grof Stauffenberški, nemški general, * 15. november 1907 Jettingen, Nemško Cesarstvo † 21. julij 1944 Berlin, Tretji rajh.
Claus von Stauffenberg je najbolj znan po tem, da je julija 1944 organiziral atentat na Adolfa Hitlerja, z namenom ubiti Hitlerja in odstranitev nacistične stranke z oblasti. Skupaj s Henningom von Tresckowom in Hansom Osterjem je bil ena izmed osrednjih osebnosti nemškega odpora nacizmu znotraj Wehrmachta. Zaradi svoje vpletenosti v atentatu so ga kmalu po operaciji Valkyrie usmrtili.
Von Stauffenberg je imel dedna naslova »Graf« (grof) in »Schenk« (točaj). Sodeloval je v napadu na Poljsko, nemški invaziji na Sovjetsko zvezo in tunizijski kampanji med drugo svetovno vojno.